# Gibberula novemprovincialis
Gibberula novemprovincialis is een slakkensoort uit de familie van de Cystiscidae. De wetenschappelijke naam van de soort is voor het eerst geldig gepubliceerd in 1928 door Yokoyama.